# Ginesta pilosa
La ginesta pilosa o espergell (Genista pilosa) és una espècie europea del gènere Genista pertanyent a la família de les fabàcies.

## Descripció
Es tracta d'una mata reptant i laxa, de tiges prostrades i radicants. Les fulles són simples, oblanceolades, quasi sèssils, piloso-sedoses al revers, glabrescents a l'anvers i sovint plegades longitudinalment. Les flors es disposen de forma solitària o geminada a l'axil·la de les fulles, constituint raïms interromputs. La corol·la i el calze són pilosos, així com el llegum. Aquest és comprimit, negrós i de 18-28 mm de llarg.

## Distribució
Té una distribució eurosiberiana, és a dir, pel sud d'Europa Central i del Sud-oest. Habita quasi exclusivament en landes de bruguerola, sobre substrat silícic.
Als Països Catalans tan sols n'hi ha a Barcelona i Lleida.

## Citologia
Nombre cromosomàtic de la ginesta pilosa (Fam. Leguminosae) i tàxons infraespecífics: 2n = 24

## Galeria

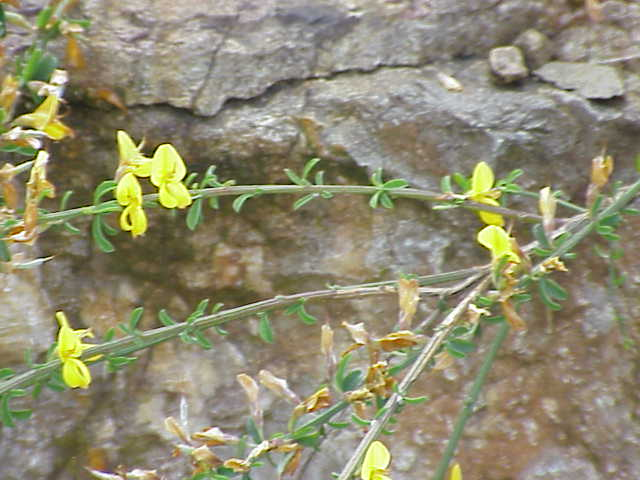
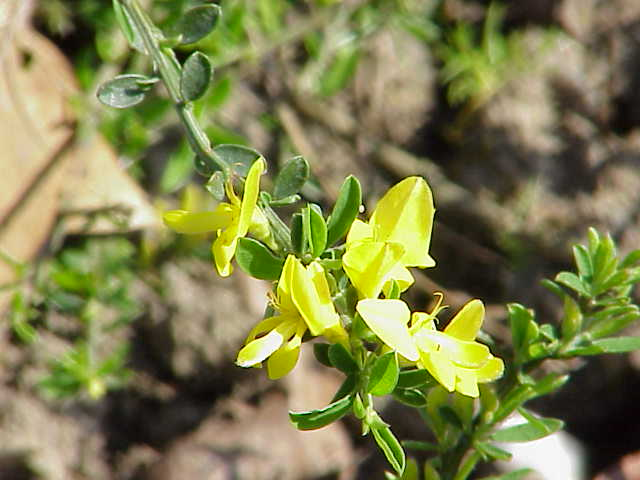
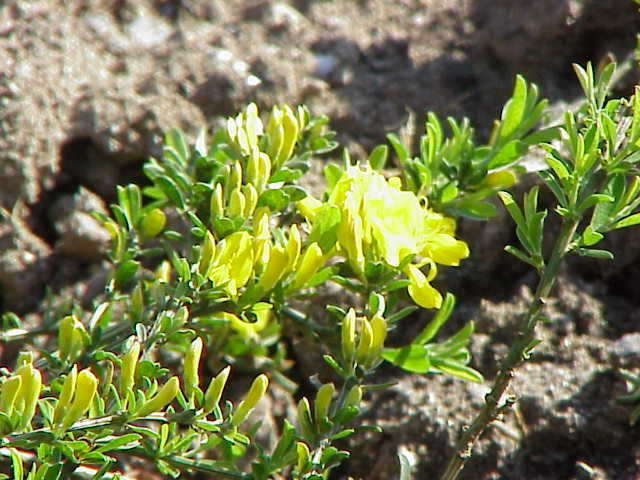
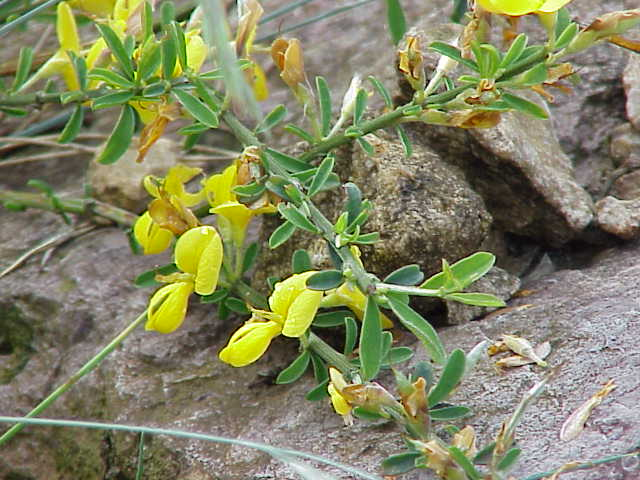